# Deutsches Schutzengelmuseum
Das Deutsche Schutzengelmuseum in Bretten (Baden-Württemberg) zeigt eine umfangreiche Sammlung von Schutzengel-Darstellungen aus sechs Jahrhunderten. Sie bietet einen breiten religionsgeschichtlichen Überblick zur Bedeutung von Schutzengeln und ähnlichen Schutzwesen in verschiedenen Religionen der Welt: vom Christentum (Katholizismus, Protestantismus, russisch-orthodoxe Kirche) bis zum Islam und von den vorchristlichen Religionen Europas bis zum Glauben unterschiedlicher indigener Kulturen. Träger des Museums ist die Stadt Bretten.

## Bestände

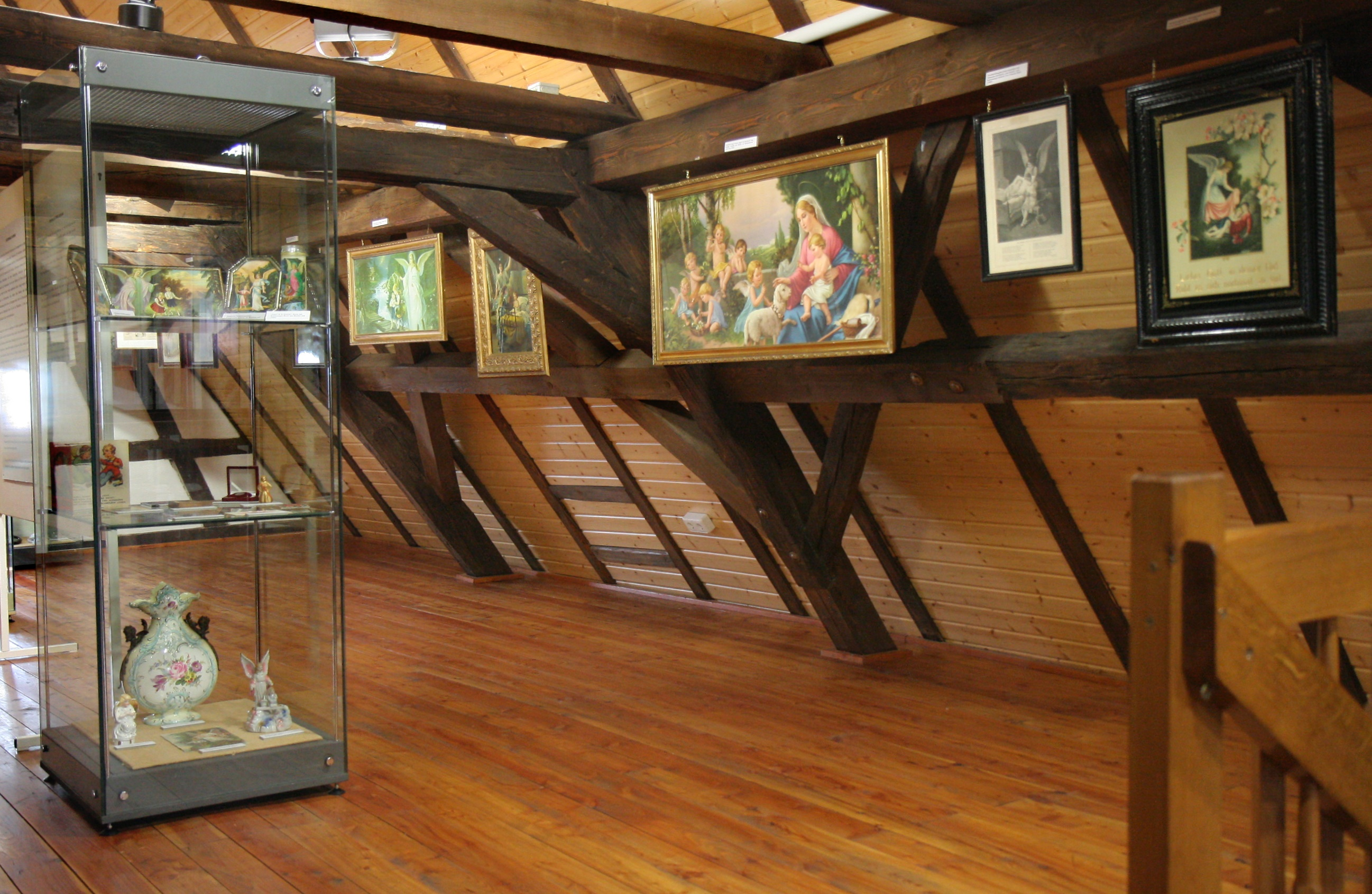
Ausstellungsraum

Das im Jahr 2021 umfassend erneuerte Deutsche Schutzengelmuseum Bretten zeigt zahlreiche Exponate zum Thema Schutzengel, Schutzgeister und Schutzgötter. Darunter befinden sich Originale aus sechs Jahrhunderten. Die Darstellungen sind unterschiedlicher Art: Neben Holz-, Kupfer- und Stahlstichen, Ölgemälden, Lithographien, Ikonen, Büchern, Plakaten sowie historischen Fotos und Postkarten finden sich Porzellan-, Ton- und Holzstatuen, textile Arbeiten, Eisenguss, Schutzengelkerzen, Medaillen und vieles andere mehr. Vertreten sind dabei Bilder und Exponate aus dem katholischen, dem protestantischen und orthodoxen Bereich, dem Islam, dem Buddhismus, dem Hinduismus, den indigenen Kulturen Nordamerikas sowie der antiken römischen Religion. Hinzu kommen verschiedene Bearbeitungen des Schutzengel-Themas aus den Bereichen der zeitgenössischen Kunst, der Musik, des Films und der Literatur.

## Entstehung
Das Museum wurde am 2. Oktober 2007 (im katholischen Kirchenkalender dem „Tag der heiligen Schutzengel“) eröffnet. Es ist als ganzjährig geöffnete Dauerausstellung im zweiten Obergeschoss des Stadtmuseum im Schweizer Hof (Engelsberg 9, Bretten) untergebracht.
Der Aufbau der Sammlung wurde durch finanzielle Unterstützung der „Bürgerinitiative Brettener Heimat- und Denkmalpflege“ sowie durch Schenkungen und Dauerleihgaben aus der Bevölkerung ermöglicht. In der Sammlung enthalten sind auch durch Ankauf erworbene Teilbestände aus dem im Sommer 2007 aufgelösten „Deutschen Schutzengelmuseum“ Bad Wimpfen.

## „Aktion Schutzengel“
Seit April 2008 präsentiert das Museum im Rahmen einer Kooperation mit dem internationalen katholischen Hilfswerk „missio“ einen Bereich zur „Aktion Schutzengel“ zugunsten gefährdeter Kinder in Ländern Afrikas, die von Konflikten um Rohstoffe gefährdet sind. Damit soll auf aktuelle und praktische Bezüge des Themas „Schutzengel“ hingewiesen werden und die Besucher des Museums können durch die Spende alter Handys und Tablets aktiv Hilfe leisten.